# 粮道街道
粮道街道，是中国湖北省武汉市武昌区的一个街道。办事处驻古刹巷特1号，人口61000人（2008），面积1.5平方千米。辖11个居委会：昙华林、戈甲营、胭脂路、花园山、棋盘街、民主路、小东门、中医学院宿舍、中山桥、彩电中心、美术学院宿舍。